# Convenção Aarhus
A Convenção sobre Acesso à Informação, Participação Pública na Tomada de Decisões e Acesso à Justiça em Questões Ambientais da UNECE, normalmente conhecida como Convenção de Aarhus, foi assinada em 25 de junho de 1998 na cidade dinamarquesa de Aarhus. Entrou em vigor em 30 de outubro de 2001. Em março de 2014, tinha 47 partes – 46 estados e a União Europeia. Todos os estados ratificantes estão na Europa e na Ásia Central. A UE começou a aplicar os princípios do tipo Aarhus na sua legislação, nominalmente a Diretiva Quadro da Água (Diretiva 2000/60/EC). Liechtenstein e Mônaco assinaram a convenção, mas não a ratificaram.
A Convenção de Aarhus concede ao público direitos relativos ao acesso à informação, a participação pública e ao acesso à justiça, nos processos decisórios governamentais sobre questões relativas ao meio ambiente local, nacional e transfronteiriço. Centra-se nas interacções entre o público e as autoridades públicas.

## Contente
A Convenção de Aarhus é um acordo ambiental multilateral através do qual é ampliado o acesso a informações ambientais e um procedimento de regulação transparente é garantido. É uma forma de potencializar a rede de governança ambiental, introduzindo uma relação entre sociedade civil e governos e agregando a um mecanismo de potencializar a participação pública no processo decisório, garantindo o acesso à justiça: um "governança por divulgação" que leva a uma mudança em direção a uma sociedade ambientalmente responsável. A Convenção de Aarhus foi redigida pelos governos, com a participação altamente necessária de ONGs, e é juridicamente vinculativa para todos os Estados que a ratificaram tornando-se Partes. Entre estes últimos inclui-se a CE, que tem, portanto, a tarefa de assegurar o cumprimento não só dos Estados membros, mas também das suas instituições, todos aqueles órgãos que exercem funções de administração pública. Cada Parte tem o compromisso de promover os princípios contidos na convenção e de preencher um relatório nacional, sempre adotando um processo consultivo e transparente

### Características gerais
A Convenção de Aarhus é uma abordagem baseada em direitos: o público, tanto nas gerações presentes quanto nas futuras, tem o direito de conhecer e viver em um ambiente saudável.
Pela convenção, é feita uma distinção entre "o público", todos os atores da sociedade civil, e o "público interessado" precisamente, aquelas pessoas ou organizações afetadas ou interessadas na tomada de decisões ambientais (por exemplo, ONGs ambientais). "Autoridades públicas" são os destinatários da convenção, a saber, governos, instituições internacionais e órgãos privados com responsabilidades públicas. Excluem-se o setor privado, para o qual a divulgação de informações depende de práticas voluntárias e não obrigatórias, e os órgãos que atuam no poder judiciário ou legislativo.
Outras disposições importantes são o princípio da "não discriminação" (todas as informações devem ser fornecidas sem levar em conta a nacionalidade do requerente), a natureza internacional da convenção, e a importância atribuída à a promoção da educação ambiental da população.

### Os três pilares
1. Acesso à informação: qualquer cidadão deve ter direito a um acesso amplo e fácil à informação ambiental. As autoridades públicas devem fornecer todas as informações necessárias e coletá-las e divulgá-las de forma oportuna e transparente. Eles podem se recusar a fazê-lo apenas em situações específicas, como defesa nacional;[11][12] UNECE, 2006
2. Participação do público na tomada de decisões: o público deve ser informado sobre todos os projetos relevantes e ter a chance de participar durante a tomada de decisões e o processo legislativo. Os tomadores de decisão podem tirar proveito do conhecimento e da experiência das pessoas; esta contribuição é uma forte oportunidade para melhorar a qualidade das decisões ambientais, resultados e garantir a legitimidade processual[13][14]
3. Acesso à justiça: o público tem direito a recursos judiciais ou administrativos no caso de uma parte violar ou não aderir à lei ambiental e aos princípios da convenção.[14][15]

### Outras reflexões
A convenção de Aarhus é uma "proceduralização da regulamentação ambiental", concentra-se mais em estabelecer e listar procedimentos em vez de estabelecer padrões e especificar resultados, permitindo que as partes envolvidas interpretem e implementem a convenção nos sistemas e circunstâncias que caracterizam sua nação. Este modelo incorpora um exemplo perfeito de governança multinível.
O risco pode estar na perda de tempo e recursos que poderiam ser investidos de outra forma na definição dos resultados, não obstante o fato de tornar a convenção vaga, fraca e aberta a múltiplas interpretações. Outras críticas observam o fato de que os órgãos privados são excluídos dos procedimentos obrigatórios (Mason, 2010), e que pode ser debatido se as ONGs envolvidas estão representando os interesses ambientais, os cidadãos comuns costumam fazer isso não têm os meios financeiros para participar efetivamente e, portanto, não têm escolha a não ser serem representados por essas organizações maiores. As diferenças relativas entre as desigualdades de recursos dos participantes e dos grupos sociais também sugerem a possibilidade de proteção ambiental irregular e desequilibrada.

### Comitê de Conformidade
O Comitê de Conformidade da Convenção de Aarhus foi estabelecido para cumprir o requisito do Artigo 15 da convenção sobre revisão de conformidade com a convenção.
A convenção possui um Mecanismo de Revisão de Conformidade exclusivo, que pode ser acionado de quatro maneiras:
1. uma Parte faz uma apresentação relativa ao seu próprio cumprimento,
2. uma Parte faz uma apresentação sobre o cumprimento de outra Parte,
3. o Secretariado da Convenção faz uma referência ao comitê, ou
4. um membro do público faz uma comunicação sobre o cumprimento de uma Parte.

O mecanismo de Conformidade é único no direito ambiental internacional, pois permite que membros do público comuniquem preocupações sobre a conformidade de uma Parte diretamente a um comitê de especialistas jurídicos internacionais com poderes para examinar os méritos do caso (o Comitê de Conformidade da Convenção de Aarhus). No entanto, o Comitê de Conformidade não pode emitir decisões vinculantes, mas sim fazer recomendações ao Plenário da Reunião das Partes (MoP). No entanto, na prática, como os MoPs ocorrem com pouca frequência, as Partes tentam cumprir as recomendações do Comitê de Conformidade. Até agosto de 2009, 41 comunicações do público – muitas provenientes de organizações não governamentais – e uma submissão de uma Parte foram apresentadas ao Comitê de Conformidade da convenção.